# Palača Topkapi
Palača Topkapı (turško Topkapı Sarayı; osmanskoturško طوپقپو سرايى,, latinizirano: Ṭopḳapu Sarāyı, dob. 'Palača s topovskimi vrati')  ali Serail je velik muzej  v okrožju Fatih v Carigradu v Turčiji. V 15. in 16. stoletju je služila kot glavna rezidenca in upravni sedež osmanskih sultanov.
Gradnja, ki jo je naročil sultan Mehmed II. Osvajalec, se je začela leta 1459, šest let po osvojitvi Konstantinopla (sodobni Carigrad). Topkapı se je prvotno imenoval "Nova palača" (Yeni Saray ali Saray-ı Cedîd-i Âmire), da bi jo razlikovali od Stare palače (Eski Saray ali Sarây-ı Atîk-i Âmire) na trgu Beyazıt. V 19. stoletju je dobila ime Topkapı, kar pomeni Topovska vrata. Kompleks se je skozi stoletja širil z večjimi prenovami po potresu leta 1509 in požaru leta 1665. Kompleks palače je sestavljen iz štirih glavnih dvorišč in številnih manjših stavb. V haremu so živele ženske iz sultanove družine, vodilni državni uradniki, vključno z velikim vezirjem, sestajali pa so se v stavbi cesarskega sveta.
Po 17. stoletju je Topkapı postopoma izgubil svoj pomen. Sultani tistega obdobja so raje več časa preživeli v svojih novih palačah ob Bosporju. Leta 1856 se je sultan Abdul Medžid I. odločil preseliti dvor v novozgrajeno palačo Dolmabahçe. Topkapı je ohranila nekatere svoje funkcije, vključno s cesarsko zakladnico, knjižnico in kovnico.
Po koncu Osmanskega cesarstva leta 1923 je vladna uredba z dne 3. aprila 1924 preoblikovala Topkapı v muzej. Turško ministrstvo za kulturo in turizem zdaj upravlja Muzej palače Topkapı. Kompleks palače ima na stotine sob in prostorov, vendar so od leta 2020 javnosti dostopni le najpomembnejši, vključno z osmanskim cesarskim haremom in zakladnico, imenovano hazine, kjer sta na ogled Žličarjev diamant in bodalo Topkapi. Muzejska zbirka vključuje tudi osmanska oblačila, orožje, oklepe, miniature, verske relikvije in iluminirane rokopise, kot je Rokopis Topkapi. Kompleks varujejo uradniki ministrstva in oboroženi stražarji turške vojske. Palača Topkapı je del zgodovinskih območij Carigrada, skupine znamenitosti, ki jih je UNESCO leta 1985 priznal kot svetovno dediščino.

## Ime
Ime palače je bilo Saray-i Cedid-i Amire (osmansko سراى جديد عامره, Cesarska nova palača) do 18. stoletja. Sedanje ime je palača dobila v času vladavine Mahmuda I.; ko je bila Topkapusu Sâhil Sarâyı, obmorska palača, uničena v požaru, se je njeno ime preneslo na novo palačo. V turščini sedanje ime palače, Topkapı, pomeni Topovska vrata.

## Zgodovina
Kompleks palače stoji na Sarayburnu, polotoku ali rtu s pogledom na Zlati rog, kjer se Bosporska ožina sreča z  Marmarskim morjem. Teren je hribovit, sama palača pa je na eni najvišjih točk v bližini morja. V grških in bizantinskih časih je tukaj stala akropola starodavnega grškega mesta Bizanc.
Po osvojitvi Konstantinopla s sultanom Mehmedom II. leta 1453 je bila Velika carigrajska palača večinoma v ruševinah. Osmanski dvor je bil sprva postavljen v Stari palači (Eski Saray), ki je danes na mestu Carigrajske univerze na trgu Beyazit. Mehmed II. je ukazal, naj se gradnja palače Topkapı začne leta 1459. Po pripovedovanju sodobnega zgodovinarja Kritobulusa iz Imbrosa je sultan »skrbel, da je od vsepovsod poklical najboljše delavce – zidarje, kamnoseke in tesarje ... Kajti gradil je velike stavbe, ki naj bi bile vredno ogleda in bi se v vseh pogledih morale kosati z največjimi in najboljšimi iz preteklosti.« Pripovedi o tem, kdaj se je začela in končala gradnja notranjega jedra palače, se razlikujejo. Critobulus navaja datume 1459–1465; drugi viri kažejo, da je bila gradnja končana v poznih 1460-ih.
Mehmed II. je določil osnovno postavitev palače. Njegovi zasebni prostori bi bili na najvišji točki rta. Različne stavbe in paviljoni so obdajali najbolj notranje jedro in se širili po rtu proti obalam Bosporja. Celoten kompleks je bil obdan z visokimi zidovi, od katerih nekateri segajo v bizantinsko akropolo. Ta osnovna postavitev je določala vzorec bodočih prenov in dozidav. Postavitev in videz palače Topkapı je bila edinstvena ne le med evropskimi popotniki, temveč tudi med islamskimi ali orientalskimi palačami. Evropski popotniki so jo opisali kot »nepravilne, asimetrične, neaksialne in [nemonumentalnih] razsežnosti«. Osmani so jo poimenovali "Palača Sreče". Strogo, ceremonialno, kodificirano vsakdanje življenje je zagotovilo cesarsko ločenost od preostalega sveta. Eno od osrednjih načel je bilo opazovanje tišine na notranjih dvoriščih. Načelo cesarske osamljenosti je tradicija, ki jo je leta 1477 in 1481 kodificiral Mehmed II. v zakoniku Kanunname, ki je urejal vrstni red dvornih uradnikov, upravno hierarhijo in protokolarne zadeve. To načelo povečane osamljenosti se je skozi čas odražalo v slogu gradnje in ureditvi različnih dvoran in stavb. Arhitekti so morali zagotoviti, da so lahko v palači tudi sultan in njegova družina uživali maksimalno zasebnost in diskretnost, pri čemer so uporabljali zamrežena okna in gradili skrivne prehode.
Kasnejši sultani so palačo preoblikovali, čeprav je bila osnovna zasnova Mehmeda II. večinoma ohranjena. Palača je bila znatno razširjena med letoma 1520 in 1560, v času vladavine Sulejmana I. Veličastnega. Osmansko cesarstvo se je hitro širilo in Sulejman je želel, da bi njegovo prebivališče odražalo njegovo naraščajočo moč. Glavni arhitekt v tem obdobju je bil Perzijec Alaüddin, znan tudi kot Acem Ali. Odgovoren je bil tudi za širitev harema.
Leta 1574, ko je velik požar uničil kuhinje, je sultan Selim II. zaupal Mimarju Sinanu, da obnovi poškodovane dele palače. Mimar Sinan je obnovil in razširil ne le poškodovana območja, ampak tudi Harem, kopališče, Tajno dvorano in različne obalne paviljone.
Do konca 16. stoletja je palača dobila sedanjo podobo. Palača je obsežen kompleks in ne enotna monolitna stavba z vrsto nizkih stavb, zgrajenih okoli dvorišč, medsebojno povezanih z galerijami in prehodi. Nekaj stavb presega dve nadstropji. Gledano od zgoraj, je posest palače razdeljena na štiri glavna dvorišča in harem. Prvo dvorišče je bilo najbolj dostopno, četrto dvorišče in harem pa najbolj nedostopna. Dostop do teh dvorišč je bil omejen z visokimi zidovi in nadzorovan z vrati. Poleg štirih do petih glavnih dvorišč v kompleksu obstajajo različna druga majhna do srednje velika dvorišča. Ocene skupne velikosti kompleksa se gibljejo od približno 592.600 m2 do 700.000 m2.
Na zahodu in jugu kompleks meji na velik cesarski cvetlični park, danes znan kot park Gülhane. Različne sorodne stavbe, kot so majhne poletne palače (kasır), paviljoni, kioski (köşk) in druge strukture za kraljeve užitke in funkcije, so prej obstajale na obali na območju, znanem kot Peto dvorišče, vendar so sčasoma izginile zaradi zanemarjanja in gradnje obalne železnice v 19. stoletju. Zadnja preostala obmorska stavba, ki še danes obstaja, je Kiosk izdelovalcev košev, ki ga je leta 1592 zgradil sultan Murat III.
- Pregledni zemljevid dvorišč
- Slika sultana Selima III., ki drži občinstvo pred vrati Sreče
- Pogled na Galatski stolp iz harema palače Topkapı
- Sarayburnu, 1838
- Delni pogled na Sarayburnu s palačo Topkapı in kioskom Incirli, 1559

## Cesarska vrata
Glavna ulica, ki vodi do palače, je bizantinska procesijskaa Mese, danes znana kot Divan Yolu (Ulica Sveta). Ta ulica je bila uporabljena za cesarske procesije v bizantinski in osmanski dobi. Pripelje neposredno do Hagije Sofije in zavije proti severozahodu proti palačnemu trgu do vodnjaka Ahmeda III.
Cesarska vrata so glavni vhod na prvo dvorišče. Sultan bi v palačo vstopil skozi Cesarska vrata (turško Bâb-ı Hümâyûn, kar pomeni "kraljevska vrata" v perzijščini ali Saltanat Kapısı), ki so južno od palače. Ta ogromna vrata, prvotno iz leta 1478, so zdaj prekrita z marmorjem iz 19. stoletja. Njihov osrednji lok vodi do prehoda z visoko kupolo; pozlačena osmanska kaligrafija krasi strukturo na vrhu, z verzi iz Korana in sultanovih tugra. Identificirana sta bila tugra Mehmeda II. in Abdul Aziza I., ki sta obnovila vrata.
Po starih dokumentih je bilo do druge polovice 19. stoletja nad vhodnim prostorom leseno stanovanje kot paviljon, ki ga je uporabljal Mehmed, skladišče za premoženje tistih, ki so umrli v palači brez dedičev in sprejemni oddelek zakladnice. Uporabljali so ga tudi kot razgledno točko za dame iz harema ob posebnih priložnostih.

## Prvo dvorišče
Prvo dvorišče (I. Avlu ali Alay Meydanı), obdano z visokimi zidovi, je delovalo kot zunanje območje ali park in je največje od vseh dvorišč palače. Strma pobočja, ki vodijo proti morju, so bila terasirana že pod bizantinsko oblastjo. Nekatere zgodovinske strukture Prvega dvorišča ne obstajajo več. Ostale strukture so nekdanja cesarska kovnica (Darphane-i Âmire, zgrajena leta 1727), cerkev Hagija Irene in različni vodnjaki. Bizantinsko cerkev Hagija Irene so Osmani uporabljali kot skladišče in cesarsko orožarno. To dvorišče je bilo znano tudi kot janičarsko dvorišče ali paradno dvorišče. Dvorni uradniki in janičarji so se vrstili po poti oblečeni v svoja najboljša oblačila. Obiskovalci, ki vstopajo v palačo, so sledili poti proti Pozdravnim vratom in drugemu dvorišču palače.
Velika Pozdravna vrata, znana tudi kot Srednja vrata (turško Orta Kapı), vodijo v palačo in drugo dvorišče. Ta nazobčana vrata imajo dva velika, koničasta osmerokotna stolpa. Datum izgradnje je negotov; zdi se, da je arhitektura stolpov bizantinskega vpliva.[29] Napis na vratih datira ta vrata vsaj v leto 1542. Vrata so bogato okrašena z verskimi napisi in monogrami sultanov. Prehod skozi vrata je bil strogo nadzorovan in vsi obiskovalci so morali razjahati, saj je smel vstopiti samo sultan na konju. To je bila tudi bizantinska tradicija, vzeta iz Chalke vrat Velike palače. Vodnjak krvnika (Cellat Çeşmesi) je kraj, kjer si je krvnik domnevno umil roke in meč po odsekanju glave, čeprav obstajajo nesoglasja o tem, ali je bil vodnjak dejansko uporabljen v ta namen. Stoji na desni strani, ko si obrnjen proti Pozdravnim vratom s prvega dvorišča.
- Pozdravna vrata, vhod na drugo dvorišče palače Topkapı
- Tughra Mehmeda II. na vratih pozdrava
- Cesarska kovnica
- Bizantinska cerkev Hagija Irene
- Notranjost Hagija Irene

Aprila 2021 so arheologi med podzemnimi raziskavami, opravljenimi v palači Topkapı, odkrili galerijo iz rimskega obdobja, sestavljeno iz treh delov. Galerija, ki je v bližini cesarskih vrat, je bila razkrita med izkopavanjem prvega dvorišča.

## Drugo dvorišče
Skozi srednja vrata je Drugo dvorišče (II. Avlu) ali trg Divan (Divan Meydanı). Dvorišče je bilo verjetno dokončano okoli leta 1465, v času vladavine Mehmeda II. Končno podobo je dobilo okoli leta 1525–1529 v času vladavine Sulejmana I.. Obkrožajo ga nekdanja palačna bolnišnica, pekarna, janičarski prostori, hlevi, cesarski harem in divan na severu ter kuhinje na jugu. Na koncu dvorišča Vrata sreče označujejo vhod v tretje dvorišče. Na drugem dvorišču pred cesarskimi kuhinjami so na ogled številni predmeti iz rimskega in bizantinskega obdobja, ki so bili med nedavnimi izkopavanji najdeni na območju palače, vključno s sarkofagi. Pod drugim dvoriščem je cisterna, ki sega v bizantinsko obdobje. V osmanskih časih bi bilo to dvorišče polno pavov in gazel. Uporabljali so ga kot zbirališče dvorjanov. Sultan, ki je sedel na pozlačenem bajramskem prestolu, je imel avdience na drugem dvorišču. Nekateri tuji dostojanstveniki, vključno s francoskim veleposlanikom Philippom du Fresne-Canayeom, so napisali poročila o teh srečanjih.[36]
Carski hlev (Istabl-ı Âmire), ki je približno pet do šest metrov pod tlemi, je bil zgrajen pod Mehmedom II. in obnovljen pod Sulejmanom. Ogromna zbirka "zakladov" (Raht Hazinesi) se hrani v zasebnih hlevih. Na tem območju je tudi majhna mošeja iz 18. stoletja in hamam Beşir Ağa (Beşir Ağa Camii ve Hamamı), ki je bil glavni temnopolti evnuh Mahmuda I.
Na koncu cesarskih hlevov so spalnice helebardarjev (Zülüflü Baltacılar Koğuşu). Naloge helebarderjev so vključevale prenašanje lesa v palače in storitve za nekatere dele palače. Helebardarji so nosili dolge lase, ki so označevali njihov višji položaj. Prva omemba tega korpusa je okoli leta 1527, ko so bili ustanovljeni za čiščenje cest pred vojsko med pohodom. Dormitorij je bil ustanovljen v 15. stoletju. Povečal ga je glavni arhitekt Davud Ağa leta 1587, v času vladavine sultana Murata III. Skupne spalnice so zgrajene okoli glavnega dvorišča v tradicionalni postavitvi osmanske hiše, s kopelmi in mošejo ter prostori za rekreacijo, kot je soba za pipe. Na zunanji in notranji strani kompleksa je veliko pobožnih temeljnih napisov o različnih dolžnostih in vzdrževanju prostorov. V nasprotju s preostalim delom palače so stanovanja zgrajena iz rdeče in zeleno pobarvanega lesa.

### Palačne kuhunje in zbirka porcelana
Palačne kuhinje (Saray Mutfakları) so bile zgrajene, ko je bila palača prvič zgrajena v 15. stoletju in se je razširila v času vladavine Sulejmana Veličastnega. Nastale so po vzoru kuhinj palače v Odrinu. Po požaru leta 1574, ki je poškodoval kuhinje, jih je preuredil dvorni arhitekt Mimar Sinan. Prenovljene kuhinje tvorijo dve vrsti po 20 širokih dimnikov; te dimnike je dodal Mimar Sinan.
Kuhinje so na notranji ulici, ki se razteza med Drugim dvoriščem in Marmarskim morjem. Vhod v ta del je skozi tri vrata v portiku Drugega dvorišča: vrata cesarskega komisarja (spodnja kuhinja), cesarska kuhinjska vrata in vrata slaščičarske kuhinje. Kuhinje palače sestavlja 10 kupolastih stavb: cesarska kuhinja, (palačna šola), Harem (ženski prostori), Birûn (zunanji servisni del palače), kuhinje, del s pijačami, slaščičarska kuhinja, kremarna, shrambe in prostori za kuharje. Bile so največje kuhinje v Osmanskem cesarstvu. Hrana je bila pripravljena za približno 4000 ljudi, kuhinjsko osebje pa je štelo več kot 800 ljudi. V kuhinjah so bile spalnice, kopalnice in mošeja za zaposlene, od katerih je večina sčasoma izginila.
Poleg razstave kuhinjskih pripomočkov danes stavbe vsebujejo zbirko srebrnih daril, pa tudi veliko zbirko porcelana. Osmani so imeli dostop do kitajskega porcelana od sredine 15. stoletja naprej. Čeprav so uradni kitajski viri dokumentirali, da so nekateri osmanski odposlanci obiskovali Kitajsko in prejeli darila, vključno s porcelanastimi izdelki, od kitajskega cesarja kot nagrade, noben vir na osmanski strani ne potrjuje takšnih uradnih misij. Zbirka 10.700 kosov kitajskega porcelana je med najboljšimi zbirkami porcelana na svetu. Porcelanski predmeti so pogosto vstopili v zbirko palače kot deli posesti pokojnikov in so bili včasih kot darila krožili med člani kraljeve družine ali drugimi vodilnimi uradniki. Zapisi kažejo, da je imela zbirka do 18. stoletja 16.566 kosov kitajskega porcelana, v primerjavi s 400 kosi v 16. stoletju in 3645 kosi v 17. stoletju. Zbirka kitajskega porcelana sega od pozne dinastije Song (960–1279) in dinastije Juan (1280–1368), preko dinastije Ming (1368–1644) do dinastije Čing (1644–1911). Kosi vključujejo celadon ter modri in beli porcelan. Japonska zbirka je v glavnem imari porcelan iz 17. do 19. stoletja. Zbirka obsega tudi okoli 5000 evropskih kosov. Raziskovalci verjamejo, da so se osmanski okusi sčasoma spremenili in dali prednost različnim vrstam evropskega porcelana do 18. stoletja.

### Cesarski svet
Stavba cesarskega Sveta (Dîvân-ı Hümâyûn) je dvorana, v kateri se je sestajal cesarski Svet, ki so ga sestavljali veliki vezir (Vazīr-e Azam) in drugi ministri (Dîvân Heyeti). Kupolasta komora stavbe se imenuje Kubbealtı, kar pomeni 'pod kupolo'. Stavba Sveta je v severozahodnem vogalu dvorišča ob Vratih sreče.
Stavba cesarskega Sveta je bila prvič zgrajena v času vladavine Mehmeda II. Sedanja stavba je iz obdobja Sulejmana Veličastnega; glavni arhitekt je bil Alseddin. Obnoviti so jo morali po požaru v Haremu leta 1665. Glede na vhodni napis je bila obnovljena tudi v času Selima III. in Mahmuda II.; na njenem pročelju so verzni napisi, ki omenjajo obnovitvena dela, ki sta jih v letih 1792 in 1819 izvedla sultan Selim III. in Mahmud II. Iz tega obdobja izvirajo rokoko okraski na fasadi in v notranjosti cesarskega Sveta.
V dvorano sSveta je več vhodov, tako iz notranjosti palače kot z dvorišča. Veranda je sestavljena iz več marmornih in porfirnih stebrov, z okrašeno zeleno in belo obarvanim lesenim stropom, okrašenim z zlatom. Zunanji vhodi v dvorano so v slogu rokokoja, s pozlačenimi rešetkami za dopuščanje naravne svetlobe. Medtem ko so stebri v starejšem osmanskem slogu, so stenske slike in okraski iz poznejšega obdobja rokokoja. V notranjosti je stavba cesarskega Sveta sestavljena iz treh sosednjih glavnih prostorov. Divanhane iz 15. stoletja, zgrajena z lesenim portikom na vogalu divanskega dvora, je bila kasneje uporabljena kot mošeja Sveta. Obstajajo tri kupolaste dvorane: prvi prostor, kjer je cesarski Svet razpravljal, se imenuje Kubbealtı, drugi je zasedal tajniško osebje cesarskega Sveta, v tretjem, imenovanem Defterhāne, pa so vodilni uradniki vodili evidenco seje Sveta. Glavna komora Kubbealtı je okrašena z osmanskimi ploščicami Kütahya.
Sultan ali Valide sultan je lahko spremljal posvetovanja Sveta, ne da bi ga opazili z okna z zlatimi rešetkami. Do okna je bilo mogoče priti iz cesarskih prostorov v sosednjem Stolpu pravice (Adalet Kulesi). Okno prvič omenja leta 1527 učenjak Celalzade Mustafa Çelebi: »Njegovo veličanstvo [...] je zgradilo visok prestol in visoko ložo nad zunanjo dvorano Sveta, kjer so sedeli vezirji in izumil zastrto okno s pogledom na svet Dvorana spodaj. S tega okna je njegova plemenita ekscelenca včasih opazovala dogodke na divanu in preverjala resnico zadev.« Stolp pravice (Adalet Kulesi) stoji med cesarskim Svetom in haremom.
Stolp pravice je visok več nadstropij in je najvišja stavba v palači, zaradi česar je jasno viden z Bosporja kot mejnik. Stolp je bil verjetno prvotno zgrajen pod Mehmedom II., nato pa ga je Sulejman I. obnovil in povečal med letoma 1527 in 1529. Sultan Mahmud II. je leta 1825 obnovil laterno stolpa, hkrati pa ohranil osmansko bazo. Visoka okna  stebri in renesančni pedimenti spominjajo na paladijevski slog.

### Cesarska zakladnica
Stavba, v kateri so razstavljeni orožje in oklepi, je bila prvotno ena od zakladnic palače (Dîvân-ı Hümâyûn Hazinesi / Hazine-ı Âmire). Ker je bila na Tretjem dvorišču še ena (»notranja«) zakladnica, se je ta imenovala tudi »zunanja zakladnica« (dış hazine). Čeprav ne vsebuje datiranih napisov, njena gradbena tehnika in načrt nakazujeta, da je bila zgrajena konec 15. stoletja v času vladavine Sulejmana I. Kasneje je doživela številne predelave in prenove. To je dvorana iz kamna in opeke z osmimi kupolami, vsaka meri 5 x 11,40 m.
Ta zakladnica je bila uporabljena za financiranje državne uprave. Tu so bili shranjeni tudi kaftani, ki so jih vezirjem, veleposlanikom in prebivalcem palače darovali finančni oddelek in sultan ter drugi dragoceni predmeti. Iz te blagajne, ki je bila zaprta s cesarskim pečatom, zaupanim velikemu vezirju, so janičarjem izplačevali četrtletne plače (imenovane ulufe). Leta 1928, štiri leta po tem, ko je bila palača Topkapı preurejena v muzej, je bila v tej stavbi razstavljena njena zbirka orožja in oklepov.
Med izkopavanji leta 1937 pred to stavbo so našli ostanke verskega bizantinskega objekta iz 5. stoletja. Ker je ni bilo mogoče identificirati z nobeno od cerkva, za katere je znano, da so bile zgrajene na mestu palače, je zdaj znana kot "bazilika palače Topkapı" ali preprosto bazilika palače.
Izven stavbe zakladnice je tudi ciljni kamen (Nişan Taşı), ki je visok več kot dva metra. Ta kamen je bil postavljen v spomin na rekorden strel iz puške, ki ga je ustrelil Selim III. leta 1790. V palačo so ga prinesli iz Levenda v 1930-ih.

#### Zbirka orožja
Zbirka orožja (Silah Seksiyonu Sergi Salonu), ki je sestavljena predvsem iz orožja, ki je ostalo v palači v času njene pretvorbe, je ena najbogatejših zbirk islamskega orožja na svetu, s primeri, ki zajemajo 1300 let od 7. do 20. stoletja. Zbirko orožja in oklepov v palači sestavljajo predmeti, ki so jih izdelali Osmani sami ali zbrani med tujimi osvajanji ali podarjeni. Osmansko orožje predstavlja glavnino zbirke, vključuje pa tudi primerke omajadskih in abasidskih mečev, pa tudi mameluške in perzijske oklepe, čelade, meče in sekire. Manjše število evropskega in azijskega orožja sestavlja preostanek zbirke. Trenutno je na razstavi okoli 400 kosov orožja, od katerih večina nosi napise.

### Vrata sreče
Vrata sreče (Bâbüssaâde ali Bab-üs Saadet) so vhod v Notranje dvorišče (Enderûn pomeni "znotraj" v perzijščini), znano tudi kot Tretje dvorišče, ki označuje mejo na Zunanje dvorišče ali Birûn (kar pomeni "zunaj" v perzijščini). Tretje dvorišče obsega zasebne in stanovanjske prostore palače. Vrata imajo kupolo, ki jo podpirajo vitki marmorni stebri. Predstavlja prisotnost sultana v palači. Nihče ni mogel mimo teh vrat brez vednosti sultana. Tudi veliki vezir je dobil dovoljenje le ob določenih dneh in pod določenimi pogoji.
Vrata so bila verjetno zgrajena pod Mehmedom II. v 15. stoletju. V slogu rokokoja so bila preurejena leta 1774 pod sultanom Mustafo III. in v času vladavine Mahmuda II. Vrata so dodatno okrašena s koranskimi verzi nad vhodom in tuğras. Strop je delno poslikan in pozlačen, na sredini visi zlata krogla. Stranice imajo baročne dekorativne elemente in miniaturne slike pokrajin.
Sultan je ta vrata in trg Divan Meydanı uporabljal samo za posebne slovesnosti. Sultan je sedel pred vrati na svojem bajramskem prestolu ob verskih, prazničnih dneh in pristopu, ko se podložniki in uradniki poklonijo stoje. Tudi pogrebi sultana so potekali  pred temi vrati.
Na obeh straneh tega stebriščnega prehoda, pod nadzorom glavnega evnuha sultanovega harema (imenovanega Bâbüssaâde Ağası) in osebja pod njim, so bili prostori evnuhov ter mali in veliki prostori šole v palači.
Majhen, vrezan kamen na tleh pred vrati označuje mesto, kjer je bil razobešen Mohamedov prapor. Velikemu vezirju ali poveljniku, ki je odhajal v vojno, je bil na slovesnem obredu zaupan ta prapor.

## Tretje dvorišče
Za Vrati sreče je tretje dvorišče (III. Avlu), imenovano tudi Notranja palača (Enderûn Avlusu), ki je srce palače. Je bujen vrt, obdan s Dvorano, tajno sobo (Has Oda), zakladnico, haremom in knjižnico Ahmeda III.
Tretje dvorišče je obkroženo s četrtjo Ağas, pažev v službi sultana. Učili so jih umetnosti, kot so glasba, slikanje in kaligrafija. Najboljši bi lahko postali Has Oda Ağası ali visoki uradniki.
Zasnovo tretjega dvorišča je določil Mehmed II. Medtem ko Mehmed II. ni spal v haremu, so se zaporedni sultani za njim bolj osamili in se preselili na bolj intimno četrto dvorišče in v haremski del.
Miniatura Hünername iz leta 1584 prikazuje Tretje dvorišče in okoliške zunanje vrtove. 

### Sprejemna soba
Dvorana za sprejeme, znana tudi kot Dvorana peticij (Arz Odası), je tik za Vrati sreče. Ta kvadratna stavba je osmanski kiosk, obdan s stebriščem 22 stebrov, ki podpirajo veliko streho z visečimi napušči. Stavba je iz 15. stoletja. Strop je bil pobarvan v ultramarinsko modro in posut z zlatimi zvezdami. Stene so bile obložene z modrimi, belimi in turkiznimi ploščicami. Prostor je bil dodatno okrašen z dragocenimi preprogami in blazinami. Dvorano je leta 1723 obnovil sultan Ahmed III. Uničena je bila v požaru leta 1856 in obnovljena v času vladavine Abdula Medžida I.
Glavna prestolna soba je v Dvorani za sprejeme. Po sodobnem poročilu odposlanca Corneliusa Dupliciusa de Schepperja iz leta 1533: »Cesar je sedel na nekoliko dvignjenem prestolu, ki je bil popolnoma pokrit z zlato tkanino, poln in posut s številnimi dragimi kamni, in na vseh straneh je bilo veliko blazin neprecenljive vrednosti; stene sobeo bile pokrite z mozaičnimi deli, bleščečimi z azurno in zlatom; zunanjost kamina te sobe iz masivnega srebra in prekrita z zlatom, na eni strani sobe pa je iz vodnjaka pritekla voda iz stene.« Sedanji prestol v obliki baldahina je bil izdelan po naročilu Mehmeda III. Na lakiranem stropu prestola, posutem z dragulji, so vzorci listja, ki jih spremlja upodobitev boja zmaja, simbola moči, s simurgom, mitsko ptico. Na prestolu je prevleka iz več kosov brokata, na katere so posejane smaragdne in rubinske plošče ter biseri.
Reliefni napisi na vratih glavnih obiskovalcev iz leta 1856 vsebujejo pohvalne besede za sultana Abdula Medžida I. Na vrhu glavnih vrat je vtisnjena besmele, navadni muslimanski blagoslov, ki pomeni »V imenu Boga Usmiljenega, usmili se« iz leta 1723. Ta napis je bil dodan v času vladavine sultana Ahmeda III. Ploščice na obeh straneh vrat so bile nameščene med kasnejšimi popravili.
Ob vhodu je majhen vodnjak iz časa Sulejmana I. Perzijski napisi imenujejo sultana »izvor velikodušnosti, pravičnosti in morja dobrot.«
Darila, ki so jih podarili ambasadorji, so bila postavljena pred veliko okno na sredini glavne fasade med dvema vrati. Vrata Pişkeş na levi (Pişkeş Kapısı, Pişkeş pomeni darilo, prineseno nadrejenemu) so obkrožena z napisom iz vladavine Mahmuda II., ki datirajo v leto 1810.
Za dvorano za občinstvo na vzhodni strani je spalnica ekspedicijskih sil (Seferli Koğuşu), v kateri je zbirka cesarske garderobe (Padişhah Elbiseleri Koleksiyonu). To zbirko sestavlja okoli 2500 oblačil, vključno z dragocenimi kaftani sultanov. V njej je tudi zbirka 360 keramičnih predmetov. Dom je bil zgrajen pod sultanom Muradom IV. leta 1635. Stavbo je obnovil sultan Ahmed III. v začetku 18. stoletja. Spalnica je obokana in je podprta s 14 stebri. V bližini spalnice, ki je severovzhodno, je Osvajalčev paviljon, v katerem je cesarska zakladnica.

### Cesarska zakladnica
Osvajalčev paviljon, imenovan tudi Osvajačev kiosk (Fatih Köşkü), je ena najstarejših stavb v palači. Zgrajena je bila c. 1460, ko je bila palača prvič zgrajena. Ima dve nadstropji, dvignjeni nad teraso nad vrtom, zgrajena na vrhu rta na pečini s pogledom na Marmarsko morje in Bospor. V spodnjem nadstropju so bili servisni prostori, v zgornjem nadstropju pa je bil apartma štirih stanovanj in velika loža z dvojnimi loki. Vse sobe se skozi monumentalno arkado odpirajo na tretje dvorišče. Portik s stebri ob strani vrta je z velikimi vrati povezan z vsako od štirih sob. Paviljon je bil uporabljen kot zakladnica za prihodke iz Egipta pod sultanom Selimom I. Med izkopavanji v kleti je bila najdena majhna bizantinska krstilnica, zgrajena po načrtu trolistov. V njem je cesarska zakladnica (Hazine-i Âmire).
Cesarska zakladnica je obsežna zbirka umetnin, nakita, dediščine in denarja, ki je pripadala osmanski dinastiji. Glavni blagajnik (Hazinedarbaşı) je bil odgovoren za cesarsko blagajno.
V prvi sobi zakladnice je eden od oklepov sultana Mustafe III., sestavljen iz verižnega plašča, okrašenega z zlatom in dragulji. Razstavljeni so tudi njegov pozlačen meč, ščit in stremena. V tej sobi je mogoče najti tudi prestol iz ebenovine Murada IV., intarziran z biserovino in slonovino. Drugi kosi so še: več ovitkov Korana, okrašenih z biseri, ki so pripadali sultanom in očala, okrašena z dragulji. Obstaja glasbena skrinjica iz Indije z zlatim slonom iz 19. stoletja.
V drugi sobi je bodalo Topkapı. Zlat ročaj je okrašen s tremi velikimi smaragdi, na vrhu pa je zlata ura s smaragdnim pokrovom. Zlata nožnica je prekrita z diamanti in emajlom. Leta 1747 je sultan Mahmud I. dal izdelati to bodalo za Nader šaha iz Perzije, vendar je bil šah umorjen zaradi upora, preden je odposlanec zapustil meje Osmanskega cesarstva. To bodalo je pridobilo večjo slavo  kot predmet ropa, prikazanega v filmu Topkapi. Sredi druge sobe stoji orehov prestol Ahmeda I., intarziran z biserovino in želvjim oklepom, ki ga je zgradil Sedekhar Mehmed aga. Pod baldahinom visi zlat obesek z velikim smaragdom. V nadaljevanju so razkošni aigrete (čopasti okras) sultanov in njihovih konj, posuti z diamanti, smaragdi in rubini. Skleda iz žada v obliki posode je bila darilo ruskega carja Nikolaja II.
Najbolj privlačen dragulj v tretji sobi je Žličarjev diamant, vstavljen v srebro in v dveh vrstah obdan z 49 brušenimi diamanti. Legenda pravi, da je ta diamant kupil vezir na bazarju, lastnik pa je mislil, da je brezvreden kos kristala. Druga, morda bolj verjetna zgodovina dragulja ga uvršča med posest Tepedeleni Ali-paše, ki ga je sultan zaplenil po usmrtitvi. Še bolj domiselne in romantične različice povezujejo izvor diamanta z materjo Napoleona Bonaparta Letizio Ramolino.
Med eksponati sta dva ogromna svečnika iz čistega zlata, vsak tehta 48 kg in sta opremljena s 6666 brušenimi diamanti, darilo sultana Abdul Medžida I. Kaabi v svetem mestu Meka. Vrnili so jih v Carigrad tik preden je Osmansko cesarstvo izgubilo nadzor nad Meko. Zlati obredni bajramski prestol, okrašen s turmalini, je bil izdelan leta 1585 po naročilu vezirja Ibrahima paše in podarjen sultanu Muradu III. Ta prestol bi bil postavljen pred Vrata sreče ob posebnem sprejemu.
Osrednji del četrte sobe je prestol sultana Mahmuda I. Ta pozlačen prestol v indijskem slogu, okrašen z biseri in smaragdi, je bil darilo perzijskega vladarja Nader šaha v 18. stoletju. Drugi eksponat prikazuje podlaket in roko sv. Janeza Krstnika (Yahya), ki sta pozlačena. Več zaslonov prikazuje sklop kremenovih pušk, mečev, žlic, vse okrašeno z zlatom in dragulji. Posebno zanimivo je zlat relikviarij, v katerem je bil včasih Mohamedov plašč.

### Miniature in galerija portretov
Severno od cesarske zakladnice je stranska spalnica, ki je bila spremenjena v galerijo miniatur in portretov (Müzesi Müdüriyeti). V spodnjem nadstropju je zbirka pomembnih kaligrafij in miniatur. Na razstavah si lahko ogleda stare in zelo dragocene Korane (12. do 17. stoletja), ročno poslikane in ročno napisane v kufski pisavi, ter Sveto pismo iz 4. stoletja, napisano v arabščini. Neprecenljiv predmet te zbirke je prvi zemljevid sveta turškega admirala Pirija Reisa (1513). Zemljevid prikazuje dele zahodnih obal Evrope in severne Afrike s primerno natančnostjo, zlahka pa je prepoznavna tudi obala Brazilije. V zgornjem delu galerije je 37 portretov različnih sultanov, od katerih je večina kopij, saj so originalne slike preveč občutljive, da bi jih lahko javno prikazali. Portret Mehmeda II. je naslikal beneški slikar Gentile Bellini. Druge dragocene osmanske miniaturne slike, ki se hranijo v tej galeriji, knjižnici palače ali v drugih delih, so Hünername, Sahansahname, albumi Sarayı, Siyer-ı Nebi, Surname-ı Hümayun, Surname-ı Vehbi in Süleymanname med mnogimi drugimi.

### Knjižnica Ahmeda III.
Neoklasicistična knjižnica Enderûn (Enderûn Kütüphanesi), znana tudi kot Knjižnica sultana Ahmeda III. (III. Ahmed Kütüphanesi), je neposredno za dvorano za sprejeme (Arz Odası) v središču Tretjega dvorišča. Na temeljih zgodnejšega kioska Havuzlu ga je zgradil kraljevi arhitekt Mimar Beşir Ağa leta 1719 po naročilu Ahmeda III. za uporabo uradnikom kraljeve hiše. Stebrišče tega zgodnejšega kioska zdaj verjetno stoji pred sedanjo zakladnico.
Knjižnica je primer osmanske arhitekture 18. stoletja. Zunanjost stavbe je obložena z marmorjem. Knjižnica ima obliko grškega križa s kupolasto osrednjo dvorano in tremi pravokotnimi travejami. Četrti krak križa sestavlja veranda, do katere se lahko približamo po stopnicah na obeh straneh. Pod osrednjim obokom portika je dovršen vodnjak z nišami na vsaki strani. Stavba je postavljena v nizko klet za zaščito dragocenih knjig knjižnice pred vlago.
Stene nad okni so okrašene s İzniškimi ploščicami iz 16. in 17. stoletja pestrih vzorcev. Osrednja kupola in oboki pravokotnih travej so poslikani. Okras v notranjosti kupole in obokov je značilen za tako imenovano obdobje tulipanov, ki je trajalo od 1703 do 1730. Knjige so bile shranjene v omarah, vgrajenih v stene. Niša nasproti vhoda je bila zasebni bralni kotiček sultana.
Knjižnica je vsebovala knjige o teologiji, islamskem pravu in podobna znanstvena dela v osmanski turščini, arabščini in perzijščini. Knjižnična zbirka je obsegala več kot 3500 rokopisov. Nekateri so lepi primeri intarzij z biserovino in slonovino. Danes te knjige hranijo v mošeji Ağas (Ağalar Camii), ki je zahodno od knjižnice. Eden najpomembnejših predmetov tam je Rokopis Topkapi, kopija Korana iz časa tretjega kalifa Osmana Ibn Afana. Nova knjižnica, kot se je imenovala po muzejski oznaki palače, hrani edinstveno zbirko, ki vsebuje več kot 20.000 rokopisov - tako islamskih kot neislamskih. Zbirka se ponaša tudi s široko paleto dragocenih zemljevidov, ki jih ni nikjer drugje v svetu. Knjižnica vsebuje več izvodov prve izdaje različnih knjig, tako vzhodnih kot zahodnih. Osupljiva zbirka islamskih miniatur presega 15.000. Poleg tega je tu shranjena tudi zasebna zbirka sultanata z 2999 redkimi knjigami. Redka in dragocena zbirka vsebuje tudi nekaj najboljših primerov islamske kaligrafije na svetu. Več kot 3000 Koranov, napisanih v kufski pisavi, ki segajo v 8. stoletje, se hranijo v posebnem krilu knjižnice, imenovanem Soba svetega zaupanja. Najdragocenejše knjige v knjižnici so tiste, ki izvirajo z dvorov Ilkhanidov - potomcev Mongolov - in njihovih dinastij v Iranu iz 13. in 14. stoletja, ter izvrstne knjige timuridskega dvora v Heratu, današnjem Afganistanu. V Novi knjižnici so shranjeni tudi perzijski rokopisi iz obdobja Safavidov – 16. in 17. stoletja in so prava umetniška dela.
=== Mošeja Ağas[edit]
Mošeja Ağas (Ağalar Camii) je največja mošeja v palači. Je tudi ena najstarejših gradenj, ki izvira iz 15. stoletja v času vladavine Mehmeda II. Sultan, age in drugi so prihajali sem molit. Mošeja je poravnana v diagonalni črti na dvorišču, tako da je minbar obrnjen proti Meki. Leta 1928 so bile knjige iz knjižnice Enderûn, med drugimi deli, prestavljene sem kot palačna knjižnica (Sarayı Kütüphanesi), v kateri je zbirka približno 13.500 turških, arabskih, perzijskih in grških knjig in rokopisov, ki so jih zbrali Osmani. Zbirka cesarskih portretov je poleg mošeje na severovzhodu.

### Dom kraljevih pažev
V prostorih kraljevih pažev (Hasoda Koğuşu) je zbirka cesarskih portretov (Padişah Portreleri Sergi Salonu) je bila del sultanovih dvoran. Naslikani portreti prikazujejo vse osmanske sultane in nekaj redkih fotografij poznejših, slednje pa hranijo v steklenih vitrinah. Prostor je klimatiziran, temperatura pa je regulirana in nadzorovana za zaščito poslikav. Ker so se sultani redko pojavljali v javnosti in da bi spoštovali islamsko občutljivost za umetniške upodobitve ljudi, so prejšnji portreti idealizirani. Šele po reformah modernizatorja Mahmuda II. so nastali realistični portreti vladarjev. Zanimivost je veliko poslikano družinsko drevo osmanskih vladarjev. Kupolasto komoro podpirajo stebri, nekateri bizantinskega izvora, saj je na enem od njih vgraviran križ.

### Tajna soba
V tem prostoru je Soba svetih relikvij (Kutsal Emanetler Dairesi), ki vključuje paviljon svetega plašča. Prostor je zgradil Sinan pod vladavino sultana Murata III. Nekoč so bile v njej pisarne sultana.
V njem so »najsvetejše relikvije muslimanskega sveta«: Mohamedov plašč, dva meča, lok, en zob, las njegove brade, njegove bojne sablje, pismo z avtogramom in drugo relikvije, ki so znane kot Sveti zakladi. Razstavljenih je več drugih svetih predmetov, kot so meči prvih štirih kalifov, Mojzesova palica, preroka Jožefa turban in preproga Mohamedove hčere. Tudi sultanu in njegovi družini je bil dovoljen vstop le enkrat letno, na 15. dan ramazana, v času, ko je bila palača rezidenca. Zdaj lahko vsak obiskovalec vidi te predmete, čeprav v zelo slabi svetlobi, da zaščiti relikvije in mnogi muslimani romajo v sem ta namen.
Arkada sobe Svetega plašča je bila dodana v času vladavine Murada III., vendar je bila spremenjena, ko je bila dodana soba za obrezovanje. Ta arkada je bila morda zgrajena na mestu Pozejdonovega templja, ki je bil pred 10. stoletjem preoblikovan v cerkev sv. Menasa.
Tajna soba je bila v drugi polovici 19. stoletja preurejena v bivališče za uradnike Plašča sreče z dodajanjem oboka k stebriščem tajne sobe na dvorišču Enderun.

## Harem
Cesarski harem (Harem-i Hümayûn) je zasedel enega od delov zasebnih sultanovih stanovanj; vseboval je več kot 400 sob. Harem je bil dom sultanove matere, Valide sultan, konkubin in žena sultana in ostalih članov njegove družine, vključno z otroki in njihovimi služabniki. Harem je sestavljen iz vrste stavb in objektov, povezanih s hodniki in dvorišči. Vsaka servisna ekipa in hierarhična skupina, ki je bivala v haremu, je imela svoj bivalni prostor, združen okoli dvorišča. Število sob ni določeno, verjetno jih je več kot 100, od katerih je le nekaj odprtih za javnost. Ta stanovanja (Daires) so zasedali haremski evnuhi, glavni haremski evnuh (Darüssaade Ağası), priležnice, kraljica mati, sultanove soproge, princi in favoriti. Preko vrat harema ni bilo vstopa, razen za sultana, kraljico mater, sultanovih soprog in ljubljenčkov, princev in priležnic ter evnuhov, ki so varovali harem.
Haremsko krilo je bilo dodano šele konec 16. stoletja. Veliko sob in elementov v haremu je zasnoval Mimar Sinan. Haremski del se odpira v Drugo dvorišče (Divan Meydanı), kamor se odpirajo tudi Vrata kočij (Arabalar Kapısı). Strukture so se sčasoma razširile proti strani Zlatega roga in se razvile v ogromen kompleks. Stavbe, ki so bile dodane temu kompleksu od njegovega začetnega datuma izgradnje v 15. stoletju do začetka 19. stoletja, zajemajo slogovni razvoj oblikovanja in dekoracije palače. Deli harema so bili pod sultanom Mahmudom I. in Osmanom III. preurejeni v italijansko navdahnjenem osmanskem baročnem slogu. Ti okraski so v nasprotju s tistimi iz osmanske klasične dobe.

## Četrto dvorišče
Četrto dvorišče (IV. Avlu), znano tudi kot Cesarska Sofa (Sofa-ı Hümâyûn), je bilo bolj notranje zasebno svetišče sultana in njegove družine in je sestavljeno iz številnih paviljonov, kioskov (köşk), vrtov in teras. Prvotno je bil del tretjega dvorišča, vendar so ga nedavni znanstveniki opredelili kot bolj ločenega, da bi ga bolje razlikovali.

### Soba za obrezovanje
Leta 1640 je sultan Ibrahim I. dodal sobo za obrezovanje (Sünnet Odası), poletni kiosk (Yazlik Oda), posvečen obrezovanju mladih princev, kar je verska tradicija v islamu za čistočo in čistost. Njena notranjost in zunanjost sta okrašeni z mešano zbirko redkih recikliranih ploščic, kot so modre ploščice s cvetličnimi motivi na zunanjosti. Najpomembnejše med njimi so modro-bele ploščice pod vplivom daljnovzhodne keramike na pročelju sobe, datirane v leto 1529. Te so nekdaj krasile slavnostne stavbe sultana Sulejmana I., kot sta stavba Sveta in notranja zakladnica (obe na drugem dvorišču) in prestolna soba (na tretjem dvorišču). Sem so jih preselili iz nostalgije in spoštovanja do zlate dobe njegove vladavine. Te ploščice so nato služile kot prototipi za okrasitev Erevanskega in Bagdadskega kioska. Sama soba je simetrično odmerjena in razmeroma prostorna za palačo, z okni, vsako z majhnim vodnjakom. Zgornja okna vsebujejo nekaj vitražnih plošč. Na desni strani vhoda stoji kamin s pozlačeno napo. Sultan Ibrahim je zgradil tudi arkadno streho okoli Dvorane svetega plašča in zgornjo teraso med to sobo in Bagdadskim kioskom.
Kraljevi arhitekt Hasan Ağa pod sultanom Muratom IV. je v letih 1635–1636 zgradil Eerevanski kiosk (Revan Köşkü) in v letih 1638–1639 Bbagdadski kiosk (Bağdat Köşkü) za praznovanje osmanskih zmag pri Erevanu in Bagdadu. Oba vsebujeta večino izvirnega okrasja, s štrlečimi napušči, osrednjo kupolo in notranjostjo z vgradnimi omarami in lesenim pohištvom z intarziranimi bisernimi teserami. Oba temeljita na klasičnem načrtu štirih ivanov s zofami, ki zapolnjujejo pravokotne zalive.

### Eerevanski Kiosk
Erevanski kiosk (Revan Köşkü) je služil kot verski umik 40 dni. Gre za precej majhen paviljon z osrednjo kupolo in tremi apsidami za zofe in tekstil. Četrta stena ima vrata in kamin. Stena, obrnjena proti stebru, je obložena z marmorjem, druge stene pa z nizkocenovnimi modro-belimi izniškimi ploščicami, vzorčenimi po tistih iz stoletja prej.

### Bagdadski Kiosk
Bagdadski kiosk (Bağdat Köşkü) je na desni strani terase z vodnjakom. Zgrajen je bil v spomin na Bagdadsko kampanjo Murada IV. po letu 1638.
Zelo podoben Erevanskemu kiosku. Tri vrata na verando so med zofami. Fasada je pokrita z marmorjem, trakovi porfira in marmorja verd antique. Marmorna obloga portika je izvedena v slogu Cairene Mamluk. Notranjost je primer idealne osmanske sobe. Vgradne police in omare so okrašene z zelenimi, rumenimi in modrimi ploščicami iz začetka 16. stoletja. Modro-bele ploščice na stenah so kopije ploščic sobe za obrezovanje tik čez teraso. Ta paviljon je s ploščicami iz 17. stoletja je eden zadnjih primerov klasične palačne arhitekture.
Vrata imajo zelo fino intarzijo. Na desni strani vhoda je kamin s pozlačeno napo. Na sredini sobe je srebrni mangal (peč na oglje), darilo francoskega kralja Ludvika XIV. Od sredine 18. stoletja dalje je bila stavba uporabljena kot knjižnica Tajne sobe.

### İftarski Kiosk
Pozlačen İftarski paviljon, znan tudi kot İftarski kiosk ali İftarska spalnica (İftariye Köşkü ali İftariye Kameriyesi), ponuja pogled na Zlati rog in je danes magnet za turiste za priložnosti za fotografiranje. Njegov grebenasti obok s pozlačeno streho je bil prvi v osmanski arhitekturi z odmevi Kitajske in Indije. Poročajo, da je imel sultan navado, da se je pod tem lokom postil (iftar) v mesecu posta ramazana po sončnem zahodu. Nekateri viri omenjajo to počivališče kot »sedež ob mesečini«. Tu so se včasih pojavljala tudi posebna darila, kot je sultan obsipal z zlatimi kovanci uradnike. Današnjo podobo je marmorirana terasa dobila v času vladavine sultana Ibrahima (1640–48).

### Terasni Kiosk
Pravokotni Terasni kiosk (Sofa Köşku / Merdiven Başı Kasrı), napačno znan tudi kot Kiosk Kara Mustafa paše (Mustafa Paşa Köşkü), je bil razgledni objekt, zgrajen v drugi polovici 16. stoletja. Leta 1704 ga je obnovil sultan Ahmed III., leta 1752 pa ga je obnovil Mahmud I. v slogu rokokoja. Je edina lesena stavba v skrajnem notranjem delu palače. Sestavljen je iz prostora na hrbtni strani podprtega s stebri.
Kiosk je sestavljen iz glavne dvorane, imenovane Divanhane, molitvene sobe (Namaz Odası) in sobe za sladke sadne pijače (Şerbet Odası). S kioska je sultan spremljal športne dogodke na vrtu in drugo organizirano zabavo. Ta odprta stavba z velikimi okni je bila prvotno uporabljena kot stranišče, kasneje pa v dobi tulipanov (1718–1730) kot koča za goste. Stoji ob vrtu tulipanov.

### Stolp glavnega učitelja / Soba glavnega zdravnika
Kvadratni stolp glavnega učitelja (Başlala Kulesi), znan tudi kot Soba glavnega zdravnika in dvorna lekarna (Hekimbaşı Odası ve ilk eczane), izvira iz 15. stoletja in je najstarejša stavba na četrtem dvorišču. Zgrajena je bila kot stražni stolp, verjetno v času Mehmeda II. Ima malo oken, stene pa so debele skoraj dva metra. Zdravnik je imel na vrhu svojo zasebno sobo, spodaj pa je bila trgovina z zdravili.
Prva dvorna lekarna je bila ustanovljena v času vladavine Mehmeda II. Poleg te so bile v palači še druge lekarne in ambulante. Po legendi je Enderunlu Tayyar Efendi, ki je bil glavni učitelj (Baş Lala) med vladavino sultana Selima III., iz zgornjega nadstropja tega stolpa videl upornike, ki so prihajali v palačo, da bi ubili sultana in prestrašil sultanovo stražo. Zgodovinar Afa piše, da je bil stolp več kot dve nadstropji višji kot danes, danes pa ima le še dve nadstropji.
Glavni zdravnik (Hekim Başı) in glavni učitelj sta si delila to mesto kot svoje prebivališče. Glavni zdravnik je bil odgovoren za zdravje sultana in cesarske družine in je tukaj pripravljal zdravila. Pod njegovim nadzorom in nadzorom glavnega učitelja so pripravljali palačne droge, jih mešali in zapirali v steklenice, kozarce, škatle ali sklede ter jih dajali bolnikom.
Glavni zdravnik je bil tudi spremljevalec sultana zunaj palače, spremljal ga je tudi v bitkah. Urad glavnega zdravnika so tradicionalno opravljali Judje. Po 17. stoletju je bilo poleg judovskih in evropskih zdravnikov vse več muslimanskih zdravnikov. Zadnji glavni zdravnik je bil Abdülhak Molla, ki je živel v času vladavine sultana Abdul Medžida I. Ko se je sultan odselil iz Topkapıja, je bil stolp uporabljen kot glasbeni konservatorij in kasneje uporabljen za čiščenje palačnega orožja. Leta 1911 je bil obnovljen in hrani zbirko medicinskih predmetov.

### Kamnit prestol
Kamnit prestol (Taş Taht) je bil narejen za Murada IV, da bi opazoval športne aktivnosti pažev. Napis na prestolu pravi, da je leta 1636 Murad IV., ki je bil tudi sam izvrsten športnik, vrgel hrastovo palico 120 metrov.

### Veliki Kiosk
Veliki kiosk, znan tudi kot Mecidiye Kiosk, Veliki paviljon ali Kiosk Abdüla Medžida I. (Mecidiye Köşkü), zgrajen leta 1840, je bil zadnji pomemben dodatek palači, skupaj s sosednjo garderobo (Esvap Odası). Oba sta bila zgrajena po naročilu sultana Abdula Medžida I. kot cesarski sprejem in počivališče zaradi čudovite lege, ki ponuja panoramski pogled na Marmarsko morje in Bospor. Sultani so bivali tukaj, ko so obiskali Topkapı iz svojih obmorskih palač. Te konstrukcije so bile postavljene v obokani kleti drugega kioska iz 15. stoletja. Arhitekt Sarkis Balyan ga je zgradil v eklektičnem evropeiziranem slogu, pomešanem s tradicionalnim osmanskim slogom. Notranjost je opremljena v slogu Empire. Obe stavbi sta se občasno uporabljali tudi za bivanje tujih gostov.
Poleg Velikega Kioska je vrhunska restavracija, ki so jo obiskali gostje, kot so britanska kraljica Elizabeta II., prva dama Jackie Kennedy, predsednik Richard Nixon in boksar Muhammad Ali.

### Mošeja na terasi
Mošeja na terasi, imenovana tudi mošeja Sofa (Sofa Camii), je bila zgrajena pod Mahmudom II. v empire slogu za uporabo korpusa, imenovanega Sofa Ocaği, v 19. stoletju. Na njegovem mestu je stal Kiosk Mečevalca (Silahdar Köşkü). Napis na vratih mošeje je nakazoval, da je bila obnovljena pod sultanom Abdul Medžidom I. leta 1858.

## Zunanji vrtovi
Celoten kompleks od prvega do četrtega dvorišča obkrožajo zunanji vrtovi palače. Del tega območja, ki je obrnjen proti morju, je znan tudi kot Peti trg.
Mehmed II. je dal zgraditi tudi tri paviljone oziroma kioske, od katerih se je ohranil le Çinili Köşkü, poploščeni kios. Paviljon s ploščicami sega okoli leta 1473 in hrani zbirko islamske keramike v Carigrajskih arheoloških muzejih.
Ob obali so bili zgrajeni številni paviljoni za sultanove razgledne užitke. Ti so vključevali Obalni Kiosk, Pearl Kiosk (İncili Köşk), Marmorni Kiosk (Mermer Köşkü) in Kiosk izdelovalcev košar (Sepetçiler Köşkü). Večina paviljonov skupaj z nekaterimi obmorskimi zidovi in vrati je bila uničena, ko so bile v poznem 19. stoletju zgrajene železniške proge, ki vodijo do železniške postaje Sirkeci. Kiosk izdelovalcev košar pa je bil rešen.
Ob Prvem dvorišču proti mestu je park Gülhane, stari cesarski rožni vrt, ki je pripadal večjemu kompleksu palače. Ta park je odprt za javnost. Na vratih parka je Procesijski kiosk.

## Drevesa
Drevesa v kompleksu palače Topkapı so izjemna, saj so mnoga postala žrtev glive, ki je skozi stoletja popolnoma izdolbla njihova debla. Drevesa kljub temu živijo in so ostala. V drugih primerih sta zrasli dve drevesi različnih vrst, na primer figa, ki je zrasla v votlini drugega drevesa in se z njo učinkovito cepila. Ta pojav lahko vidimo na drugem dvorišču.

## Varnostni pomisleki
Nekateri strokovnjaki so ocenili, da je palača slaba glede varnosti in ohranjanja, in poudarjajo, da palača nima klimatsko nadzorovanih prostorov ali skladišč in je »varnostna nočna mora«.
Ker so številni zidovi palače debeli 3 metre, se je večinoma izognila strukturnim poškodbam med potresom v Izmitu leta 1999. Po tej katastrofi je direktor muzeja zbirko porcelana postavil na bolj varne nosilce v palači.
Med ropom leta 1999 so tatovi ukradli dele Korana iz 12. stoletja iz zaklenjene razstave v knjižnici.
30. novembra 2011 je nekdanji libijski policist in revolucionar Samir Salem Ali Elmadhavri, ki je očitno kopiral dejanje norveškega ekstremista Andersa Behringa Breivika, poskušal pobiti na stotine turistov, ki so obiskali palačo v zgodnjih urah. Pri vhodu v Bab-i Humayun ga je ustavila straža palače, je odprl ogenj na vojake in varnostnike, pri čemer je poškodoval vojaka Şerafettina Eraya Topçuja in varnostnika Mehmeta Ballıcıja. Nato je vstopil na glavno dvorišče palače, vendar se je bil prisiljen umakniti in poiskati zavetje pri vhodu, ko je naletel na sile palačne straže. Po streljanju, ki je trajalo več kot eno uro, so ga ubile ekipe turške policije SWAT. Incident je sprožil razprave o varovanju palače, saj je tujec med delovnim časom lahko vstopil v palačo sredi belega dne, pri čemer je imel pri sebi dve lovski puški. Na vhodu v palačo so začeli prvi dan po incidentu uvajati več varnostnih ukrepov.

## Kopije
Letoviški hotel World Of Wonders Resorts & Hotels Topkapı Palace v Antalyi je rekonstrukcija nekaterih stavb, kot so Sprejemna dvorana, palačne kuhinje in stolp pravice.

## Vir
- van Millingen, Alexander (1899), Byzantine Constantinople: The Walls of the City and Adjoining Historical Sites, London: John Murray Ed.